# باسام الكبرى
باسام الكبرى (غراند بسام) هي مدينة تقع في جنوب شرق ساحل العاج، تقع شرق أبيدجان. كانت العاصمة الاستعمارية الفرنسية من 1893 إلى 1896، عندما تم نقل الإدارة إلى بينجرفيل بعد نوبة من الحمى الصفراء. ظلت المدينة الميناء البحري الرئيسي حتى نمو أبيدجان من الثلاثينيات.
باسام الكبرى هي محافظة فرعية ومقر محافظة باسام الكبرى وهي بلدية. تحتوي المدينة على هالة مدينة الأشباح، حيث تم التخلي عن أقسام كبيرة لعقود.

## تاريخ
في عام 1896، تم نقل العاصمة الفرنسية إلى بينجرفيل، وانخفض الشحن التجاري تدريجيًا حتى توقف فعليًا في الثلاثينيات.
في عام 1960، مع الاستقلال، تم نقل جميع المكاتب الإدارية المتبقية إلى أبيدجان، ولسنوات عديدة كان باسام الكبرى يسكنها فقط واضعي اليد. ابتداء من أواخر السبعينيات، بدأت المدينة في الإزدهار كوجهة سياحية ومركز الحرف.
تقسم المدينة بحيرة إيبري إلى نصفين: باسام القديمة هي المستوطنة الفرنسية السابقة، التي تواجه خليج غينيا. وهي موطن للمباني الاستعمارية الأكبر، والتي تم ترميم بعضها. المنطقة هي أيضا موطن لكاتدرائية ومتحف الأزياء الوطنية ساحل العاج. تقع باسام الجديدة، المرتبطة بجسر مع باسام القديمة، على الجانب الشمالي للبحيرة. نمت من أماكن الخدم الأفارقة وهي الآن المركز التجاري الرئيسي للمدينة.
المدينة هي مقر أبرشية الروم الكاثوليك في باسام الكبرى. كاتدرائية الأبرشية هي كاتدرائية القلب المقدس في باسام الكبرى.
في عام 2012، تم جعلها أحد مواقع التراث العالمي لليونسكو.
في مارس 2016، استهدفت المدينة في هجوم إرهابي قتل فيه 19 شخصًا على الأقل.
في عام 2014، كان عدد سكان المحافظة الفرعية لباسام الكبرى 84،028 نسمة.

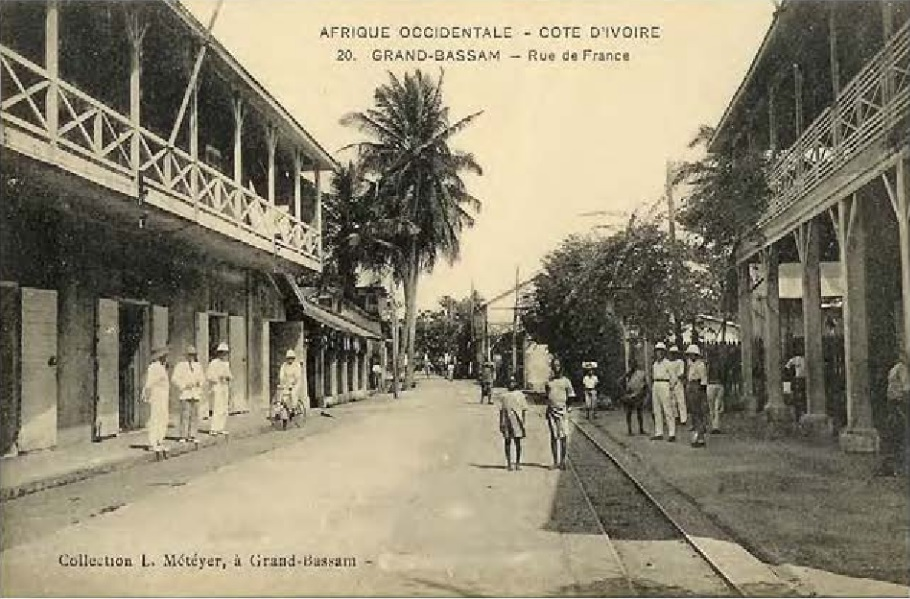
صورة قديمة لشارع في باسام الكبرى

## القرى
القرى الثماني للمحافظة الفرعية لغراند الباسام وسكانها عام 2014 هي:
- أزوريتي (1،168)
- إبرا (805)
- غبانبليه(341)
- باسام الكبرى (74671)
- موداست (1،981)
- موندوكو (1400)
- فيتري 1 (2482)
- فيتري 2 (1180)